# Eliud Kipchoge
Eliud Kipchoge (Kapsisiywa, vlak bij Kapsabet, 5 november 1984) is een Keniaanse langeafstandsloper, die is gespecialiseerd in de marathon. Op 12 oktober 2019 liep hij als eerste de marathonafstand in minder dan twee uur. Deze tijd is niet erkend als wereldrecord. Hij nam in totaal deel aan vier Olympische Spelen en veroverde bij al deze gelegenheden een medaille, tweemaal goud, eenmaal zilver en eenmaal brons.

## Loopbaan

### Eerste successen
Kipchoge won een gouden medaille tijdens de wereldkampioenschappen van 2003 in Parijs op de 5000 m en versloeg hiermee de nummer twee Hicham El Guerrouj met slechts vierhonderdste van een seconde. (12.52,79 om 12.52,83).
In 2004 won Kipchoge brons op de Olympische Spelen van Athene op de 5000 m achter Hicham El Guerrouj (goud) en Kenenisa Bekele (zilver). Hij won ook een bronzen medaille op de 3000 m op de wereldindoorkampioenschappen in Moskou in 2006. Datzelfde jaar won hij op de LBBW Meeting 2006 in Kalsruhe de 3000 m in 7.33,07. Op 31 december 2006 liep hij op de 10 km van de San Silvestre Vallence een tijd beneden het bestaande wereldrecord. In een hevige strijd met Zersenay Tadese kwam hij met een tijd van 26.54 als winnaar uit de bus. Zersenay Tadese liep dezelfde tijd, maar eindigde een fractie later dan Kipchoge. De door beiden gerealiseerde tijd kon echter niet als wereldrecord worden erkend, omdat het hier een point-to-point race betrof, waarbij het verval over de eerste acht kilometer met 55 meter ook nog eens vijfmaal het toegestane maximum was.

### Zilver op WK en OS
Kipchoge won een zilveren medaille op de WK van 2007 in Osaka op de 5000 m. Hij finishte in 13.46,00 achter Bernard Lagat (13.45,87). Op de Memorial Van Damme won hij dat jaar eveneens een zilveren medaille op deze afstand in 12.50,38. Ook op de Olympische Spelen van 2008 in Peking won hij zilver. Met een tijd van 13.02,80 eindigde hij achter de Ethiopiër Kenenisa Bekele, die de wedstrijd won in een olympisch record van 12.57,82.
In Nederland is Kipchoge geen onbekende. Zo won hij vijfmaal (2004 tot 2008) de 4 Mijl van Groningen.

### World Marathon Majors winnaar
In 2016 werd Kipchoge de winnaar van de World Marathon Majors 2015/16, een competitie over de grootste marathons ter wereld, inclusief het wereldkampioenschap marathon. Zijn eerste plaats dankte hij aan overwinningen in Londen en Berlijn (in 2015). Hij verdiende hiermee het prijzengeld van 500.000 Amerikaanse dollar.
In april 2016 onderstreepte Kipchoge zijn status als een van de grootste marathonlopers aller tijden door voor de tweede opeenvolgende keer de marathon van Londen te winnen. Dit was bijzonder, omdat zijn tijd van 2:03.05 de op een na snelste tijd ooit was. Kipchoge was licht teleurgesteld dat hij het wereldrecord van 2:02.57, gelopen door zijn landgenoot Dennis Kimetto in Berlijn twee jaar eerder, net niet had verbroken. Het begintempo was (te) hoog, de kopgroep met de tempomakers kwam de eerste tien kilometer door in een tijd van 28.37, wat overeenkomt met een finishtijd van 2:01 uur. De halve doorkomst in 1:01.24 was de snelste in de geschiedenis van de marathon. Op de dertig kilometer kwam Kipchoge zelfs door in de wereldrecordtijd van 1:27.13. Hij was toen overigens nog in gezelschap van zijn landgenoot Stanley Biwott. Vanaf ongeveer 40 kilometer schudde hij ten slotte ook deze van zich af en sloot de afsluitende 2,2 km af in 6.16, een van de snelste tijden in de geschiedenis.

### Olympisch marathonkampioen
In de zomer van 2016 behaalde hij zijn grootste succes tot dan toe op de Olympische Spelen in Rio de Janeiro. Hij werd olympisch kampioen marathon. Met een tijd van 2:08.44 bleef hij Feyisa Lilesa en Galen Rupp ruim een minuut voor.
Op 6 mei 2017 liep Kipchoge op het Formule 1-circuit van Monza de marathon in 2:00.25. Hierbij werd hij begeleid door fietsers en gehaasd door verschillende atleten, onder wie de Nederlander Abdi Nageeye. De bedoeling was om de marathon binnen twee uur te volbrengen, maar deze ambitie kon hij niet waarmaken. Na afloop liet hij optekenen: "Ik dacht dat ik op weg was naar een tijd onder de twee uur, maar in de laatste twee ronden moest ik tien seconden toegeven. Het was een geweldig maar zwaar avontuur. Er is zeven maanden van voorbereiding aan vooraf gegaan. We hebben sportgeschiedenis geschreven."

### Wereldrecord op de marathon
Op zondag 16 september 2018 in Berlijn lukte het Kipchoge om het wereldrecord marathon te verbreken. De Keniaan liep de 42,195 kilometer in een tijd van 2:01.39, waarmee hij het vorige record van 2:02.57 beduidend verbeterde. Op 25 september 2022 wist hij wederom in Berlijn zijn wereldrecord met een halve minuut te verbeteren naar 2:01.09. Kelvin Kiptum wist op 8 oktober 2023 het wereldrecord naar  2:00:35 te brengen in de Chicago Marathon.
Onder ideale omstandigheden slaagde Kipchoge erin op zaterdag 12 oktober 2019 de grens van de twee uur voor een marathon te doorbreken met een eindtijd van 1:59.40. Het traject hiervoor werd gekozen in Wenen met overwegingen als de ideale temperatuur en luchtvochtigheid. Ook werd gebruik gemaakt van zogenaamde pacers, renners die ombeurten Kipchoge omringden om het tempo vast te houden en uit de wind te houden. Het record wordt niet opgenomen als wereldrecord omdat regels, die in een normale wedstrijd gelden, niet werden gevolgd.

### Olympische titel geprolongeerd
In 2020, het jaar waarin er als gevolg van de coronapandemie slechts weinig wedstrijden konden worden georganiseerd, won Kipchoge de marathon van Londen in 2:06.49, zijn vijfde overwinning in deze marathon, zij het in de langzaamste tijd van die vijf.
Ter voorbereiding op de Olympische Spelen in Tokio in 2021 nam Kipchoge in april deel aan de NN Mission Marathon, die op Twente Airport in Enschede werd georganiseerd. Hij won deze wedstrijd zonder publiek in 2:04.30. In Tokio slaagde de Keniaan er vervolgens in om zijn in 2016 veroverde olympische titel op de marathon te prolongeren door de wedstrijd met overmacht te winnen in 2:08.38. Hij had bij de finish bijna anderhalve minuut voorsprong op de als tweede in 2:09.58 finishende Abdi Nageeye, die op zijn beurt op 2 seconden werd gevolgd door de Belg Bashir Abdi. Kipchoge is hiermee de derde atleet die erin slaagde om een olympische marathontitel te prolongeren. Eerder presteerden Abebe Bikila (in 1960 en 1964) en Waldemar Cierpinski (in 1976 en 1980) dit. Ook was hij met zijn 36 jaar de op-één-na oudste olympische marathonwinnaar na Carlos Lopes, die in 1984 op 37-jarige leeftijd zegevierde.

### Verbetering eigen wereldrecord marathon
Op 25 september 2022 verbrak hij tijdens de marathon van Berlijn in een tijd van 2 uur, 1 minuut en 9 seconden zijn eigen wereldrecord uit 2018.
Kipchoge maakt deel uit van het NN Running Team.

## Titels
- Olympisch kampioen marathon - 2016, 2020
- Wereldkampioen 5000 m - 2003
- Wereldkampioen U20 veldlopen - 2003

## Persoonlijke records
Baan
| Onderdeel      | Prestatie | Datum        | Plaats  |
| -------------- | --------- | ------------ | ------- |
| 1500 m         | 3.33,20   | 31 mei 2004  | Hengelo |
| 1 Engelse mijl | 3.50,40   | 30 juli 2004 | Londen  |
| 3000 m         | 7.27,66   | 6 mei 2011   | Doha    |
| 2 Engelse mijl | 8.07,68   | 4 juni 2005  | Eugene  |
| 5000 m         | 12.46,53  | 2 juli 2004  | Rome    |
| 10.000 m       | 26.49,02  | 26 mei 2007  | Hengelo |

Weg
| Onderdeel      | Prestatie       | Datum             | Plaats    |
| -------------- | --------------- | ----------------- | --------- |
| 10 km          | 28.11           | 27 september 2009 | Utrecht   |
| 15 km          | 43.02           | 17 februari 2013  | Barcelona |
| 20 km          | 57.12           | 17 februari 2013  | Barcelona |
| halve marathon | 59.25           | 1 september 2012  | Rijsel    |
| 25 km          | 1:13.13         | 29 september 2013 | Berlijn   |
| 30 km          | 1:27.13 (WR)    | 24 april 2016     | Londen    |
| marathon       | 2:01.09 (ex-WR) | 25 september 2022 | Berlijn   |

Indoor
| Onderdeel      | Prestatie | Datum            | Plaats     |
| -------------- | --------- | ---------------- | ---------- |
| 1500 m         | 3.36,25   | 18 februari 2006 | Birmingham |
| 3000 m         | 7.29,37   | 5 februari 2011  | Stuttgart  |
| 2 Engelse mijl | 8.07,39   | 18 februari 2012 | Birmingham |
| 5000 m         | 12.55,72  | 11 februari 2011 | Düsseldorf |

## Palmares

### 3000 m
- 2004:  Wereldatletiekfinale - 7.38,67
- 2005:  Wereldatletiekfinale - 7.38,95
- 2006:  WK indoor - 7.42,58
- 2006: 7e Wereldatletiekfinale - 7.41,46
- 2007: 6e Wereldatletiekfinale - 7.50,93

### 5000 m
- 2003:  WK - 12.52,79
- 2004:  OS - 13.23,34
- 2005: 4e WK - 13.33,04
- 2007:  WK - 13.46,00
- 2007: 5e Wereldatletiekfinale - 13.40,49
- 2008:  OS - 13.02,80
- 2008: 5e Wereldatletiekfinale - 13.24,13
- 2009:  FBK Games - 13.00,91
- 2009: 5e WK - 13.18,95
- 2010:  Gemenebestspelen - 13.31,32
- 2011: 8e WK - 13.27,27

### 5 km
- 2010:  Carlsbad - 13.11
- 2011:  Carlsbad - 13.14
- 2012:  Carlsbad - 13.14

### 10 km
- 2002:  Giro Podistico Maria SS degli Ammalati in Misterbianco - 29.05
- 2005:  San Silvestro Vallecana in Madrid - 27.34
- 2006:  San Silvestro Vallecana in Madrid - 26.54
- 2009:  Great Yorkshire Run in Sheffield - 28.30
- 2014:  Giro Podistico Internazionale di Castelbuono - 30.35,3

### halve marathon
- 2012:  halve marathon van Lille - 59.25
- 2012: 6e WK in Kavarna - 1:01.52
- 2013:  halve marathon van Barcelona - 1:00.04
- 2013:  halve marathon van San Diego - 1:00.18
- 2013:  halve marathon van Klagenfurt - 1:01.02
- 2014:  halve marathon van Barcelona - 1:00.52
- 2015: 6e halve marathon van Ras al-Khaimah - 1:00.50
- 2016:  halve marathon van New Delhi - 59.44

### marathon
- 2013:  marathon van Hamburg - 2:05.30
- 2013:  marathon van Berlijn - 2:04.05
- 2014:  marathon van Rotterdam - 2:05.00
- 2014:  marathon van Chicago - 2:04.11
- 2015:  marathon van Londen - 2:04.42
- 2015:  marathon van Berlijn - 2:04.00
- 2016:  marathon van Londen - 2:03.05
- 2016:  OS - 2:08.44
- 2017:  marathon van Berlijn - 2:03.32
- 2018:  marathon van Londen - 2:04.17
- 2018:  marathon van Berlijn - 2:01.39 (WR)
- 2019:  marathon van Londen - 2:02.37
- 2020: 8e marathon van Londen - 2:06.49
- 2021:  NN Mission Marathon te Enschede - 2:04.30
- 2021:  OS - 2:08.38
- 2022:  marathon van Tokio - 2:02.40
- 2022:  marathon van Berlijn - 2:01.09 (WR)
- 2023: 6e marathon van Boston - 2:09.23
- 2023:  marathon van Berlijn - 2:02.42
- 2024: 10e marathon van Tokio - 2:06.50
- 2025: 6e marathon van Londen - 2:05.25

### veldlopen
- 2002: 5e WK U20 - 23.39
- 2003:  WK U20 - 22.47
- 2004: 4e WK lange afstand - 36.34
- 2005: 5e WK lange afstand - 35.37

### Golden League-podiumplekken
3000 m
- 2003:  Memorial Van Damme – 7.30,91
- 2004:  Memorial Van Damme – 7.27,72

5000 m
- 2003:  Bislett Games – 12.52,61
- 2004:  Golden Gala – 12.46,53
- 2005:  Golden Gala – 12.52,76
- 2005:  Memorial Van Damme – 12.50,22
- 2006:  Weltklasse Zürich – 12.57,69
- 2006:  Memorial Van Damme – 13.01,88
- 2007:  Golden Gala – 13.02,10
- 2007:  Memorial Van Damme – 12.50,38
- 2008:  Golden Gala – 13.05,26
- 2008:  Memorial Van Damme – 13.06,12

### Diamond League-podiumplekken
3000 m
- 2011:  Qatar Athletic Super Grand Prix – 7.27,66
- 2012:  Qatar Athletic Super Grand Prix – 7.31,40

5000 m
- 2010:  Qatar Athletic Super Grand Prix – 12.51,21
- 2010:  British Grand Prix – 13.00,24
- 2011:  Athletissima – 12.59,71

## Onderscheidingen
- IAAF-atleet van het jaar - 2018, 2019

1896: Spiridon Louis ·
1900: Michel Théato ·
1904: Thomas J. Hicks ·
1908: John Hayes ·
1912: Kenneth McArthur ·
1920: Hannes Kolehmainen ·
1924: Albin Stenroos ·
1928: Ahmed Boughéra El Ouafi ·
1932: Juan Carlos Zabala ·
1936: Sohn Kee-chung ·
1948: Delfo Cabrera ·
1952: Emil Zátopek ·
1956: Alain Mimoun ·
1960: Abebe Bikila ·
1964: Abebe Bikila ·
1968: Mamo Wolde ·
1972: Frank Shorter ·
1976: Waldemar Cierpinski ·
1980: Waldemar Cierpinski ·
1984: Carlos Lopes ·
1988: Gelindo Bordin ·
1992: Hwang Young-cho ·
1996: Josia Thugwane ·
2000: Gezahegne Abera ·
2004: Stefano Baldini ·
2008: Samuel Wanjiru ·
2012: Stephen Kiprotich ·
2016: Eliud Kipchoge ·
2020: Eliud Kipchoge ·
2024: Tamirat Tola
1983 Eamonn Coghlan ·
1987 Saïd Aouita ·
1991 Yobes Ondieki ·
1993 Ismael Kirui ·
1995 Ismael Kirui ·
1997 Daniel Komen ·
1999 Salah Hissou ·
2001 Richard Limo ·
2003 Eliud Kipchoge ·
2005 Benjamin Limo ·
2007 Bernard Lagat · 
2009 Kenenisa Bekele ·
2011 Mo Farah ·
2013 Mo Farah ·
2015 Mo Farah ·
2017 Muktar Edris ·
2019 Muktar Edris ·
2022 Jakob Ingebrigtsen ·
2023 Jakob Ingebrigtsen
- Gemeinsame Normdatei: 1167173678
- World Athletics: 14208194
- Virtual International Authority File: 2446157162074478980000